# Baldvin Einarsson

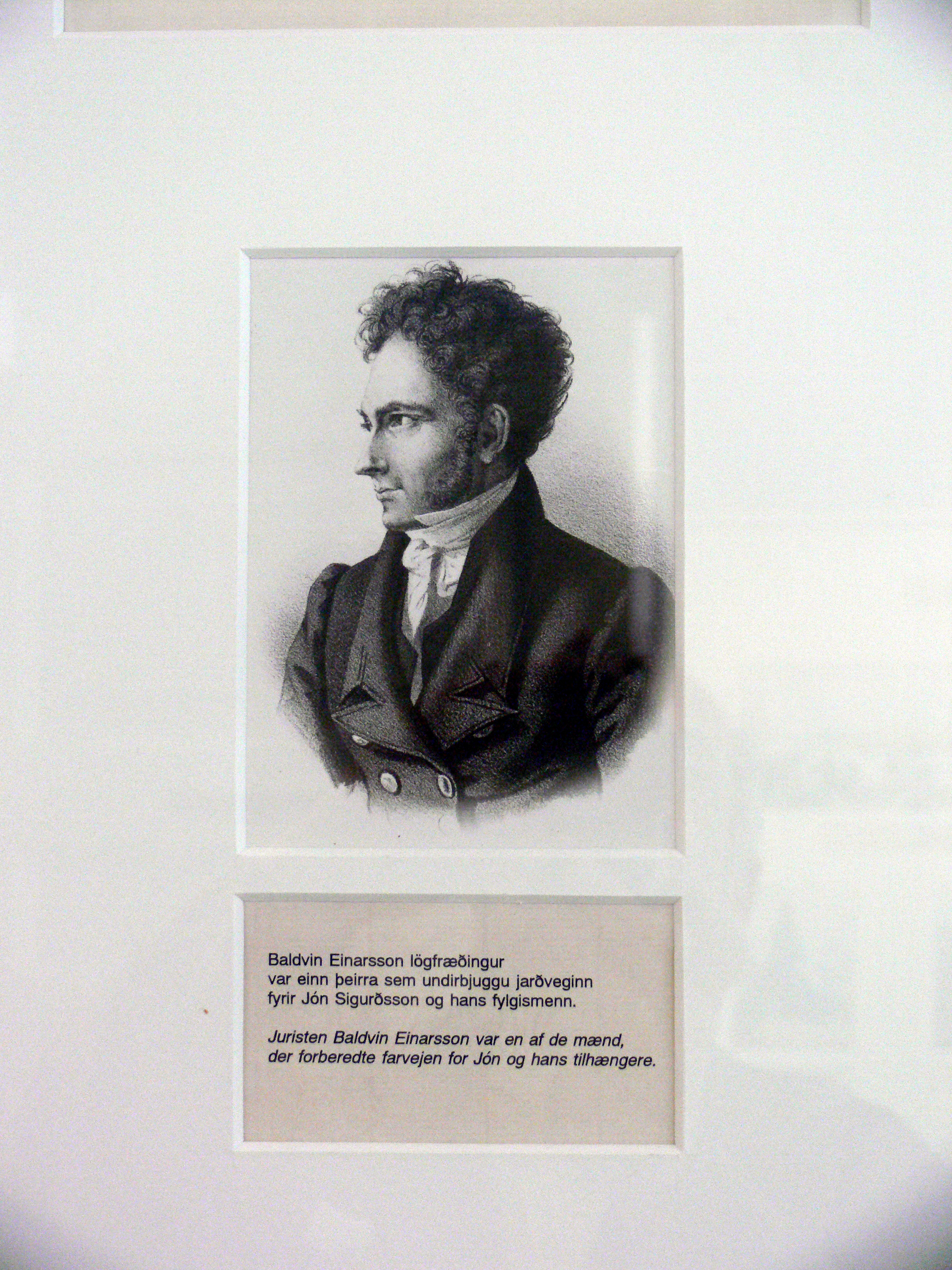
Baldvin Einarsson.

Baldvin Einarsson, född 2 augusti 1801 i Fljót, död 9 februari 1833 i Köpenhamn, var en isländsk skriftställare. 
Baldvin, som var bondson, arbetade till 20 års ålder på sin fars gård, men bedrev under lediga stunder studier på egen hand och lyckades vinna inträde vid latinskolan, därifrån han 1825 dimitterades till Köpenhamns universitet. Där avlade han 1831 juris kandidatexamen och började med understöd av offentliga medel studera vid Polyteknisk læreanstalt, vilka avbröts av döden.
Tillsammans med Þorgeir Guðmundsson utgav Baldvin, från 1829 till sin död, den folkliga årsskriften "Ármann á alþingi eða almennur fundur Íslendinga" ("Ármann på alltinget eller allmänt möte av islänningar". Ármann var enligt folktron en mot människorna vänligt sinnad bergjätte i Ármannsfell vid Þingvellir) i syfte att väcka intresse för ett återupprättande av det forna alltinget på Þingvellir, främst för rådplägningar rörande landets ekonomiska framåtskridande samt folkuppfostran och folkupplysningen. Tidskriften, vars första årgång var skriven nästan uteslutande av Baldvin, rönte betydlig framgång. 
Med anledning av 1831 års förordning om ständerförsamlingarna framhöll Baldvin i Om de danske provincialstænder med specielt hensyn paa Island (1832), det orättvisa i att isländska frågor skulle behandlas av de danska östiftens provinsialständer (där Island hade två representanter) och påyrkade upprättandet av en särskild isländsk lantdag. Även i "Ármann á alþingi" dryftade han samma år samma fråga. En avhandling om "Grágás" trycktes efter hans död i "Juridisk tidsskrift", XXII, 1834. Baldvin började det nationella och politiska väckelsearbetet genom tidskrifter, vilket sedermera så framgångsrikt fortsattes av utgivarna av "Fjölnir" och "Ný fjelagsrit".